# Stempel cegielniany
Stempel cegielniany – sygnatura cegielni odciśnięta w świeżo uformowanej cegle, przedstawiająca najczęściej ciąg znaków (nazwa fabryki), czasem datę wybicia. Rzadziej stosowano logo lub motywy. Stempel wykonywano metalową matrycą, która była wielokrotnego użytku.
Stemple cegielniane były stosowane najczęściej na budynkach państwowych – fortyfikacje, dworce kolejowe, czy gmachy użyteczności publicznej. Po wojnie cegła użyta z rozbiórek fortyfikacji, m.in. poznańskiej Cytadeli posłużyła do odbudowy zrujnowanego Poznania i Warszawy, dlatego sygnatury cegielni można znaleźć na niektórych domach prywatnych.

## Galeria stempli cegielnianych

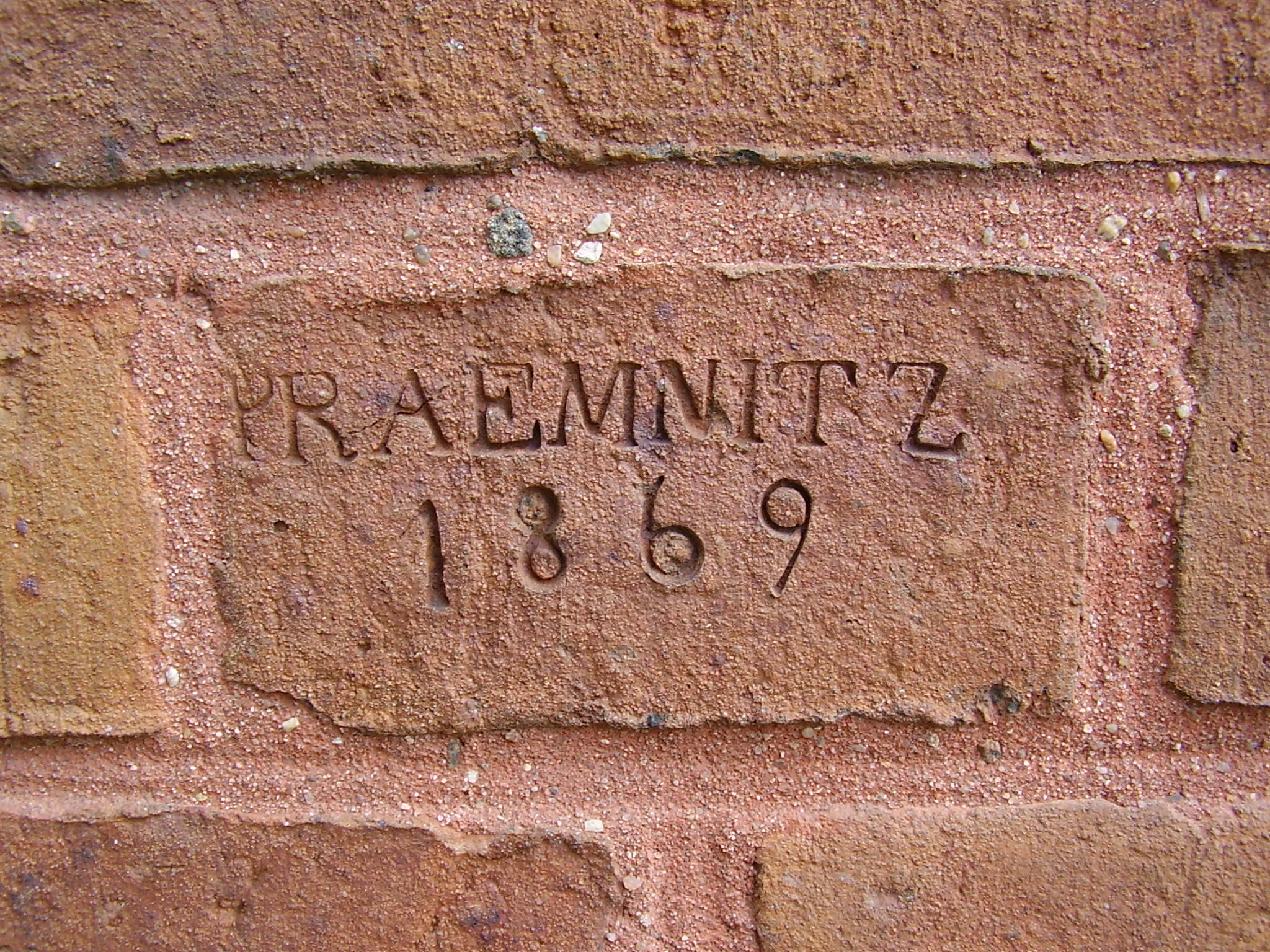
Stempel cegielni z Promnic na murze szpitala psychiatrycznego w Owińskach
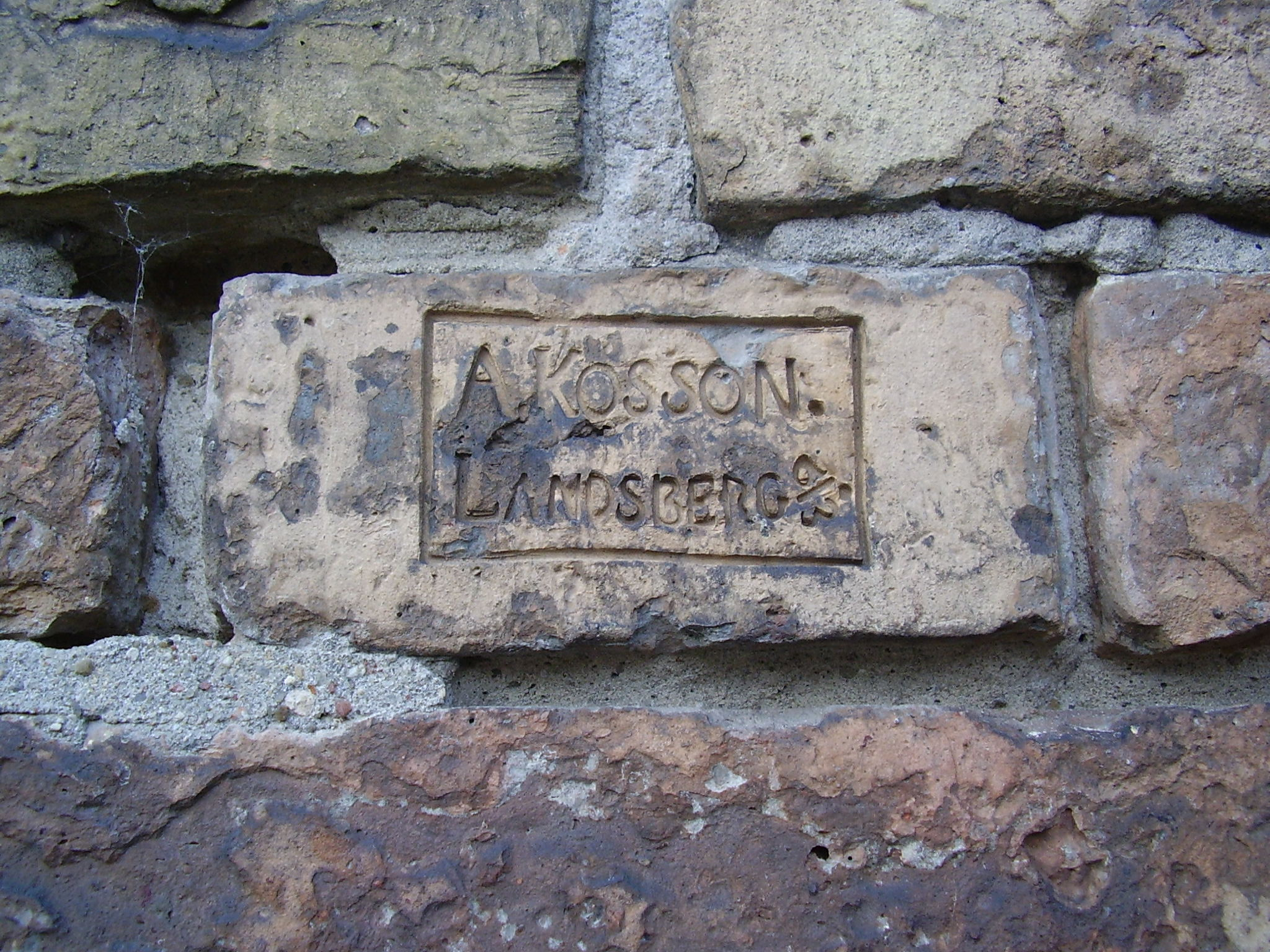
Stempel cegielni z Gorzowa Wielkopolskiego na murze Wielkiej Śluzy w Poznaniu
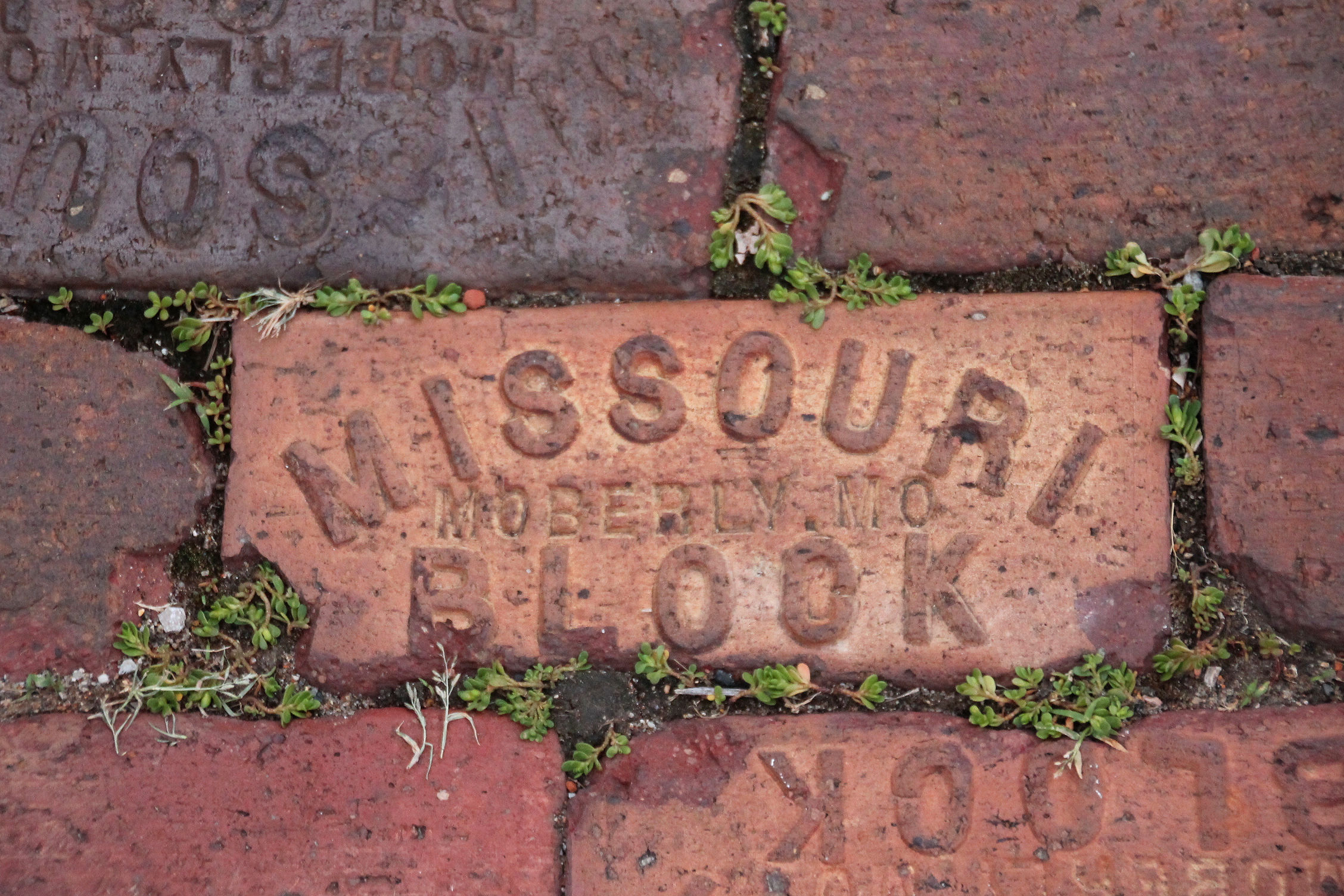
Amerykański stempel z Missouri
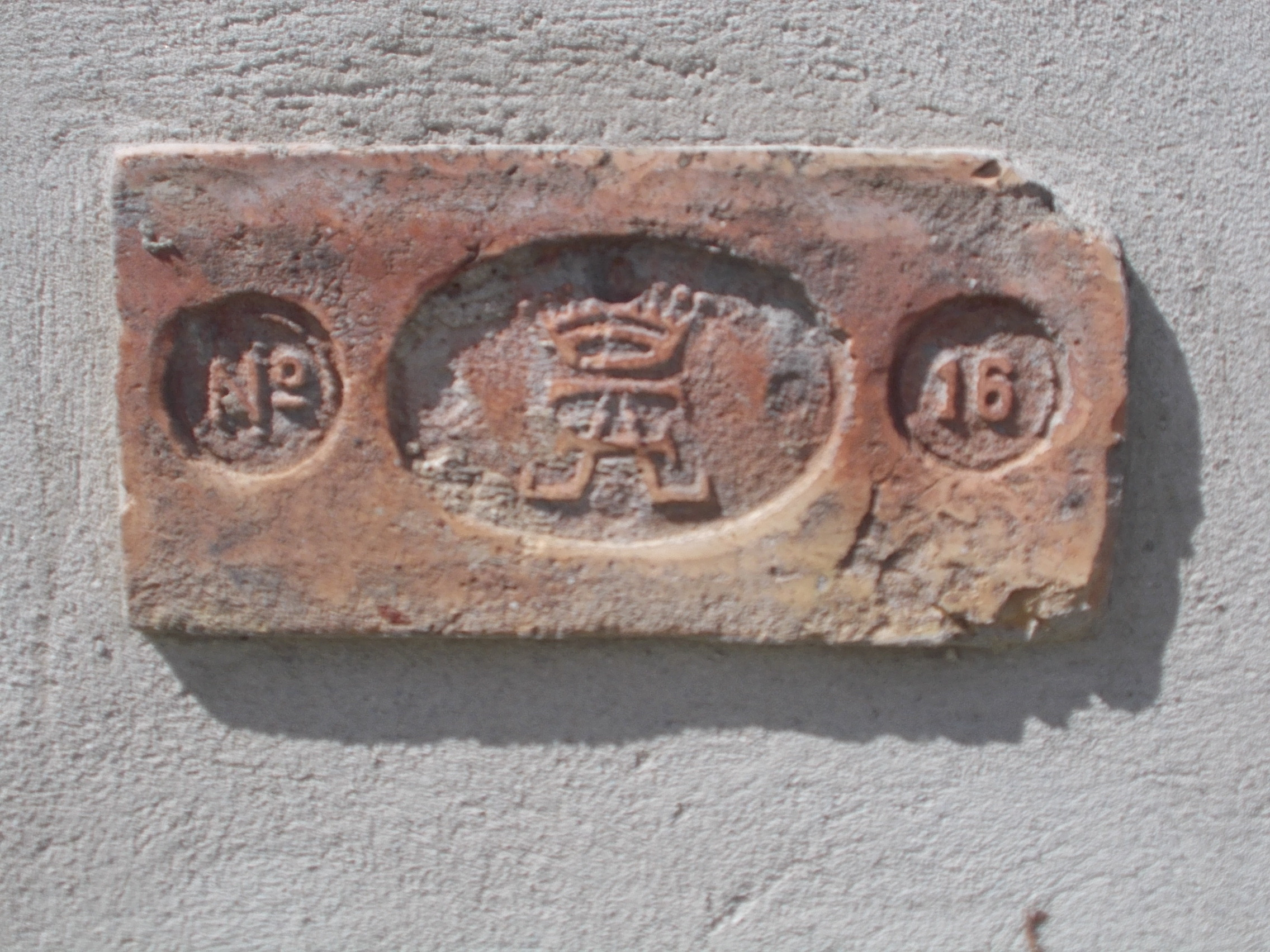
Węgierski stempel z Tatabánya